# Patrik Ježek
Patrik Ježek (Plzeň, 28 dicembre 1976) è un ex calciatore ceco, di ruolo centrocampista.

## Carriera
Ha esordito in patria con il Viktoria nel 1995, prima di passare in Austria dove, dal 1997 ad oggi, ha giocato quasi ininterrottamente. Ha vinto per la prima volta il titolo nazionale nel 2000 con il Tirol Innsbruck, con cui - dopo una stagione all'Austria Vienna - ha vinto nuovamente il campionato nel 2002.
Nella stagione 2002-2003 gioca 11 partite con lo Sparta Praga, contribuendo alla vittoria del campionato ceco. Tornato in Austria, dal 2005 al 2010 è al Salisburgo dove vince altri due campionati. Nell'estate del 2010 passa all'Admira Wacker Mödling in Erste Liga.
Detiene il record del gol più veloce nella storia del campionato austriaco: l'11 luglio 2007, nella partita fra Salisburgo ed Altach, segnò dopo appena 10 secondi di gioco.

## Palmarès

### Club

#### Competizioni nazionali
- Campionato ceco: 1

Sparta Praga: 2002-2003
- Campionato austriaco: 4

Tirol Innsbruck: 1999-2000, 2001-2002
Salisburgo: 2006-2007, 2008-2009
- Erste Liga: 1

Admira Wacker M.: 2010-2011